# 三都近代建筑群
三都近代建筑群，位于中国福建省宁德市蕉城区三都镇松岐村、港口村，三都澳自清光绪二十五年（1899年）设立福海关以来，先后有13个国家21家公司在此开办洋行，意大利设领事馆于此，一时商贾云集。现存有福海关税务司旧址、罗厝里修女院、三都天主教堂和三都修士院。2009年11月16日公布为第七批福建省文物保护单位。

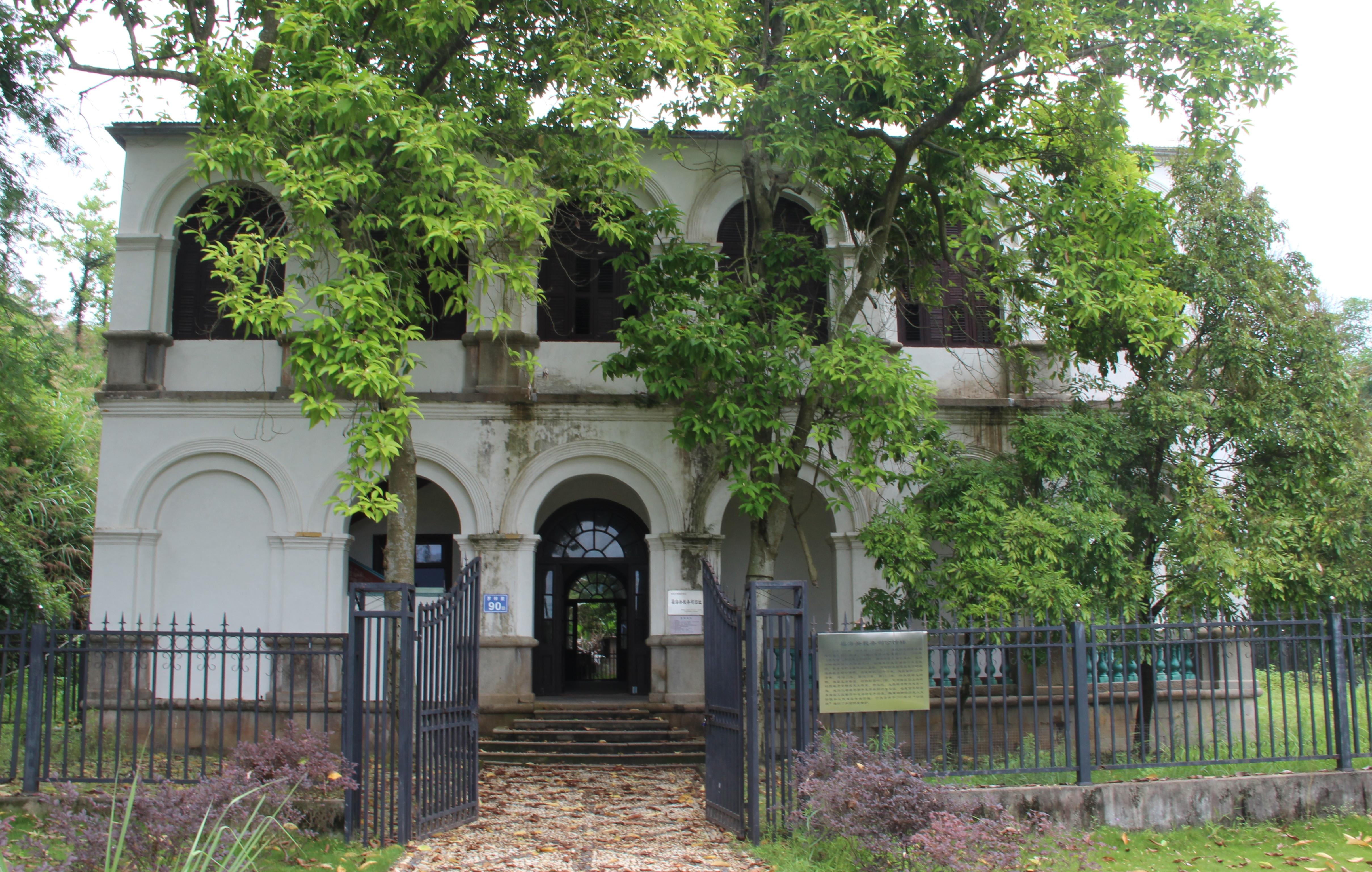
福海关税务司旧址
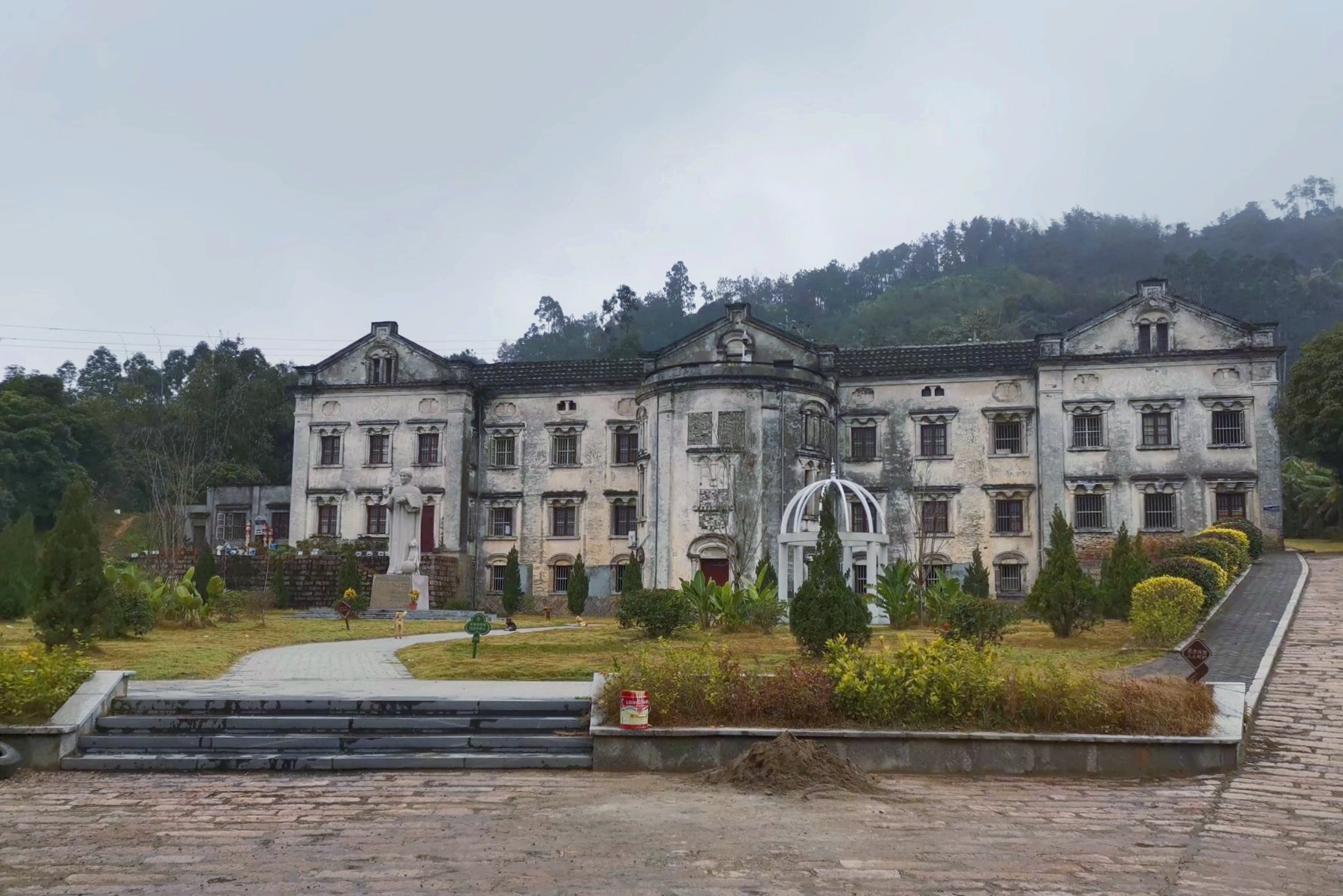
三都修士院
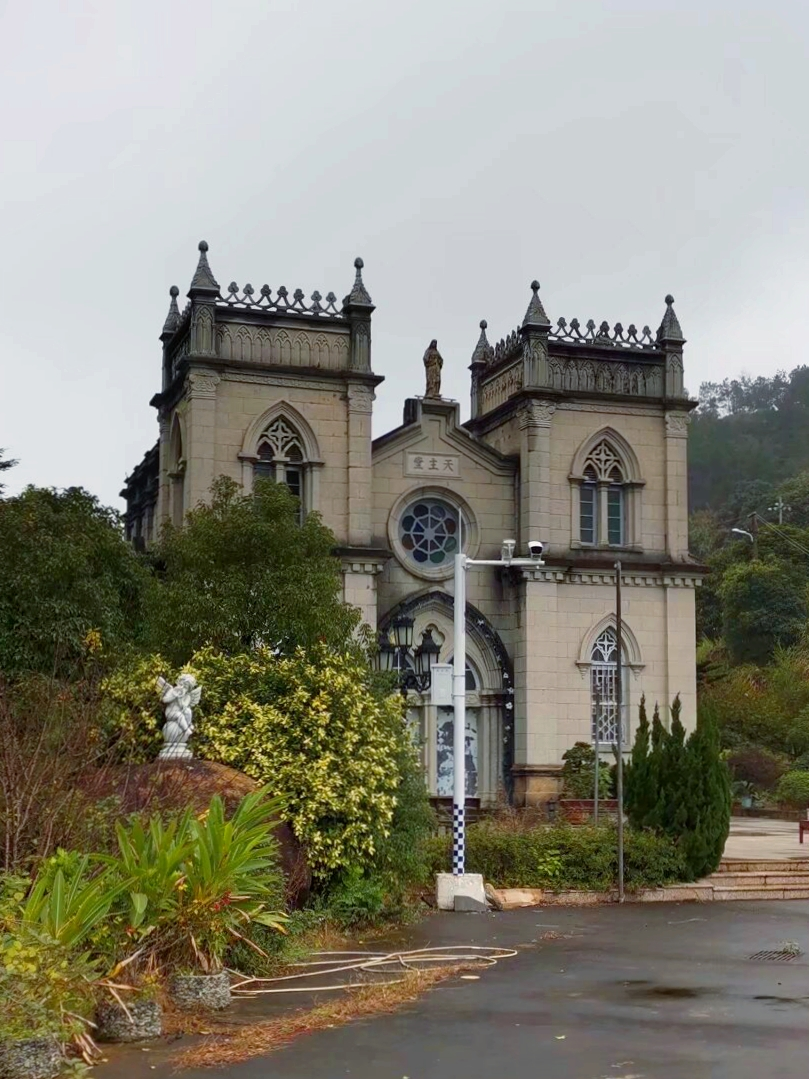
三都天主教堂